# Виктория (Виргиния)
Виктория (англ. Victoria) — город в округе Луненберг в штате Виргиния США. По данным переписи 2020 года, численность населения составляла 1734 человека.

## Население
| 2010 | 2020  |
| ---- | ----- |
| 1725 | ↗1734 |